# Zagrebački nogometni podsavez
La Zagrebački nogometni podsavez fu la sottofederazione calcistica di Zagabria, una delle 15 in cui era diviso il sistema calcistico del Regno di Jugoslavia.. La dicitura della sottofederazione veniva abbreviata in ZNP.
Venne fondata l'8 settembre 1919 e fu la prima e più estesa sottofederazione. Cessò di esistere con questo nome nel 1941, quando le potenze dell'Asse invasero il Regno di Jugoslavia ed il paese venne smembrato fra i vincitori.

## Dopo il 1941
Durante lo Stato Indipendente di Croazia, la ZNP divenne Zagrebački nogometni dosavez (Federazione calcistica di Zagabria), ed a metà del 1945 cambiò il nome in Fiskulturni odbor Zagreba (Comitato sportivo di Zagabria).

Dal 1946 al 1949 si chiamò Nogometni centar Zagreba (Centro sportivo di Zagabria), dal 1949 al 1952 Oblasni nogometni odbor (Comitato distrettuale di calcio).

Nel 1952 cambiò il nome in Gradski nogometni odbor (Comitato calcistico cittadino) prima e Nogometni podsavez Zagreb (Sottofederazione calcistica Zagabria) poi, e nel 1953 ridivenne Zagrebački nogometni podsavez.

Pochi anni dopo divenne Zagrebački nogometni savez (Federazione calcistica zagabrese), che è il nome che mantiene tutt'oggi.

## Territorio
Quando venne creata, nel 1919, la ZNP comprendeva l'area fra i fiumi Sava e Drava, parte della Bosnia e l'intera Lika.
Nel 1924, quando si staccò la sottofederazione di Osijek (che costituiva la V župa), l'area della ZNP fu ridotta e comprendeva le città: Bjelovar, Banja Luka, Slavonski Brod, Bosanski Novi, Crikvenica, Čakovec, Daruvar, Đurđevac, Križevci, Karlovac, Nova Gradiška, Pakrac, Prijedor, Petrinja, Samobor, Sussak, Sisak, Varaždin, Velika Gorica e Zagabria.
Nel marzo 1933, i club dell'area della banovina del Vrbas (la VIII župa) divennero indipendenti e formarono la sottofederazione di Banja Luka.
All'inizio del 1939, la V e la VI župa operavano nell'area di Zagabria, mentre le altre erano: Sussak (I župa), Karlovac (II župa), Varaždin (III župa), Bjelovar (IV župa), Slavonski Brod (VII župa) e Sisak (VIII župa).
Nel 1940 venne fondata la sottofederazione di Sussak che incluse le squadre della I župa, ovvero quelle dell'Alto Adriatico.
Dopo la seconda guerra mondiale, nel 1945, l'area fu ridotta a Zagabria e dintorni, mentre nel 1994, con l'istituzione della Zagrebački nogometni savez (ZNS), solo alla città di Zagabria.

## Squadre
Nel periodo dal 1919 al 1929, la ZNP contava 66 squadre di calcio iscritte. All'inizio del 1939 il numero dei club salì a 111 (Zagabria 63, Sussak 16, Karlovac 12, Varaždin 10, Bjelovar 10, Slavonski Brod 12 e Sisak 8). In quell'anno, il SAŠK di Sarajevo ed il Bačka Subotica si unìrono alla ZNP. Nel 1969, la Federcalcio di Zagabria contava 69 squadre di calcio senior e oggi ce ne sono una cinquantina.

## Rappresentativa
La rappresentativa della ZNP esordì il 1º agosto 1920 in trasferta contro quella di Belgrado ed ottenne una vittoria per 1-0. Il maggior successo fu la vittoria di tre edizioni consecutive della Kup kralja Aleksandra che portarono alla conquista della Zlatni pehar (Coppa d'oro), un trofeo, di forma esagonale con una corona reale in cima, destinato appunto a chi avesse vinto la coppa per tre edizioni consecutive.
La rappresentativa zagabrese partecipò anche a tre edizioni (1955-58, 1958-60 e 1960-61) della Coppa delle Fiere.

## Albo d'oro

### Zagabria città
Dal 1912 al 1914 vi sono state due edizioni del campionato del Regno di Croazia e Slavonia, composte esclusivamente da squadre zagabresi. Daò 1918 al 1920 vi sono state quattro edizioni del Prvenstvo grada Zagreba (Campionato della città di Zagabria). Con l'istituzione della ZNP, venne creata anche la 1. razred (prima classe), la massima divisione di un torneo sottofederale. Durante gli anni dello Stato indipendente di Croazia, il massimo campionato zagabrese era il Prvenstvo Zagrebačkog nogometnog dosaveza (Campionato della federazione calcistica di Zagabria).

In verde le stagioni in cui il campionato era di seconda divisione nella piramide calcistica.
| Stagione | Vincitore        | Torneo                           | Classifiche |
| -------- | ---------------- | -------------------------------- | --- |
| 1912-13  | HAŠK             | Prvenstvo HiS                    | HAŠK 14, Concordia 10, Građanski 5, Croatia 3, Ilirija 2, Tipografski 2 |
| 1913-14  | non assegnato    | Prvenstvo HiS                    | Concordia 10, Tipografski 6, Viktorija 6, Croatia 4, Ilirija 3, Atena 0, Trgovački 0. Građanski ritirato |
| 1918     | HAŠK             | 1. ratno prvenstvo grada Zagreba | HAŠK 9, Građanski 9, Croatia 6, ŠK Zagreb 3, Šparta 3, Slavija 0 |
| 1918     | Građanski        | 2. ratno prvenstvo grada Zagreba | Građanski 6, HAŠK 4, Ilirija 2, Concordia/Viktorija 2, Croatia 0 |
| 1918-19  | Građanski        | Prvenstvo grada Zagreba          | Građanski 16, HAŠK 11, Concordia/Viktorija 8, Ilirija 3, Croatia 0 |
| 1919     | Građanski        | Prvenstvo grada Zagreba          | Građanski 11, Concordia 9, HAŠK 8, Ilirija 6, Viktorija 5, Šparta 3, Croatia 0 |
| 1920     | Građanski        | 1. razred                        | Građanski 11, HAŠK 10, Concordia 7, Šparta 5, Viktorija 5, Ilirija 2, Croatia 2 |
| 1920-21  | HAŠK             | 1. razred                        | HAŠK 25, Građanski 24, Concordia 22, Šparta 13, Ilirija 10, Croatia 8, Viktorija 7, Slavija 3 |
| 1921-22  | HAŠK             | 1. razred                        | HAŠK 25, Concordia 24, Građanski 23, Ilirija 12, Šparta 12, Viktorija 9, Croatia Zagabria 7, HŠK Slaven 0 |
| 1923     | Građanski        | 1/A razred                       | Građanski 8, Concordia 5, HAŠK 5, Šparta 1, Ilirija 1 |
| 1923-24  | Građanski        | 1/A razred                       | Građanski 15, HAŠK 12, Concordia 7, Šparta 6, Tipografija 0 |
| 1924-25  | Građanski        | 1/A razred                       | Građanski 16, HAŠK 9, Concordia 8, Šparta 4, Željezničar 3 |
| 1925-26  | Građanski        | 1/A razred                       | Građanski 17, Concordia 15, HAŠK 14, Željezničar 7, Croatia 6, Šparta 1 |
| 1926-27  | HAŠK             | 1/A razred                       | HAŠK 18, Građanski 11, Concordia 10, Željezničar 9, Croatia 8, Derby 4 |
| 1927-28  | Građanski        | 1/A razred                       | Građanski 21, HAŠK 18, Concordia 13, Croatia 12, Viktorija 10, Željezničar 7, Derby Zagabria 3 |
| 1928-29  | HAŠK             | 1. razred                        | HAŠK 24, Građanski 24, Concordia 19, Viktorija 15, Željezničar 15, Croatia 9, Šparta 4, Derby 2 |
| 1929-30  | HAŠK             | 1. razred                        | HAŠK 25, Concordia 24, Građanski 21, Viktorija 11, Šparta 11, Sokol 9, Željezničar 8, Croatia 3 |
| 1930-31  | Viktorija        | 1. razred                        | Viktorija 14, Željezničar 12, Sokol 6, Šparta 4, Grafičar 4 |
| 1931-32  | HAŠK             | 1/A razred                       | HAŠK 17, Građanski 15, Concordia 10, Viktorija 9, Željezničar 5, Jugoslavija 3 |
| 1932-33  | Viktorija        | 1/A razred                       | Viktorija 6, Željezničar 6, Šparta 0 |
| 1933-34  | Željezničar      | 1/A razred                       | Željezničar 24, Viktorija 17, Uskok 17, Šparta 16, Slavija 12, Jugoslavija 11, Derby 9, Grafičar 6 |
| 1934-35  | Šparta           | 1/A razred                       | Šparta 24, Hajduk 16, Jugoslavija 16, Željezničar 15, Viktorija 14, Uskok 13, Slavija 9, Derby 5 |
| 1935-36  | Concordia        | 1. podsavezni razred             | Concordia 16, Građanski 14, HAŠK 12, Slavija Varaždin 12, Hajduk 4, Šparta 2 |
| 1936-37  | Slavija Varaždin | 1. podsavezni razred             | Slavija Varaždin 15, Šparta 14, Željezničar 8, Viktorija 8, Makabi 8, Hajduk 7 |
| 1937-38  | Slavija Varaždin | Podsavezni razred                | Slavija Varaždin 17, Željezničar 10, ZET 10, Viktorija 10, Šparta 9, Makabi 4 |
| 1938-39  | Concordia        | Podsavezni razred                | Concordia 20, ZET 19, Ferraria 17, Ličanin 16, Željezničar 15, Viktorija 11, Šparta 11, Makabi 3 |
| 1939-40  | Željezničar      | 1. podsavezni razred             | Željezničar 22, Ličanin 17, Ferraria 17, Skakavci 16, Šparta 14, ZET 12, Viktorija 11, Makabi 3 |
| 1940-41  | —                | 1. razred                        | ZET 24, Šparta 23, Uskok 21, Ferraria 18, Ličanin 18, Redarstveni 14, Makabi 11, Viktorija 10, Trešnjevka 5, Ilirija 2 Campionato interrotto a causa della guerra. |
| 1941-42  | Ličanin          | 1. razred                        | Ličanin 32, Ferraria 29, ZET 25, Redarstveni 24, Šparta 16, Viktorija 14, Zagorac 13, Trešnjevka 12, Uskok 11, Zvonimir 4 |
| 1942-43  | Građanski        | Skupina Zvonimir                 | Građanski 26, Concordia 20, HAŠK 20, Ličanin 15, Željezničar 13, Ferraria 11, ZET 4, Redarstveni 3 |
| 1943-44  | Građanski        | Skupina Zvonimir                 | Građanski 24, Concordia 20, HAŠK 17, Željezničar 17, Ferraria 14, Ličanin 9, Zagorac 8, Viktorija 3 |
| 1945     | —                | Prvenstvo ZND                    | Željezničar 4, Građanski 2, Uskok 2, Concordia 2, Zagorac 1, Redarstvo 1, HAŠK 1, Ferraria 1, Ličanin 0, Viktorija 0 È l'ultima competizione calcistica nello Stato Indipendente di Croazia a cui hanno partecipato i migliori club dell'area della Federcalcio di Zagabria. Il concorso iniziò il 28 aprile 1945 e fu interrotto il 6 maggio 1945 a causa dei cambiamenti politici nello stato. Il campionato non fu mai ripreso poiché tutti i club furono aboliti il 6 giugno 1945 per decisione del Ministro della Sanità Pubblica dello Stato Federale di Croazia. |

#### Titoli per squadra
Qui sono riportati i titoli per ogni squadra nelle 32 edizioni disputate: le 4 della ZND (1945-1941), le 22 della ZNP (1920-1941), le 4 del Prvenstvo grada Zagreba (1918-1919) e le 2 del campionato del Regno di Croazia e Slavonia (1912-1914, composto esclusivamente da squadre di Zagabria). Nella stagione 1933-34 lo Željezničar ha vinto il campionato cittadino, ma è stata contata la vittoria dello Slavija Varaždin che è stato campione sottofederale (unico caso in cui una provinciale abbia battuto una cittadina in finale).
| Squadra              | Vittorie 1ª divisione | Vittorie 2ª divisione |
| -------------------- | --------------------- | --------------------- |
| Građanski Zagabria   | 11                    | —                     |
| HAŠK Zagabria        | 8                     | —                     |
| Concordia Zagabria   | 1                     | 1                     |
| Slavija Varaždin     | —                     | 3                     |
| Viktorija Zagabria   | —                     | 2                     |
| Željezničar Zagabria | —                     | 1                     |
| Šparta Zagabria      | —                     | 1                     |
| Ličanin Zagabria     | —                     | 1                     |

### Provincia
I vincitori delle varie župe (parrocchie), si sfidavano per il titolo di campione provinciale. Quest'ultimo sfidava il vincitore del girone della città di Zagabria, per il titolo di campione della sottofederazione zagabrese.
| Stagione | Finale provinciale | Finale provinciale  | Finale provinciale |  | Finale sottofederale | Finale sottofederale | Finale sottofederale |
| Stagione | Vincitore          | Finalista           | Ris.               |  | Vincitore            | Finalista            | Ris.                 |
| 1920     | Marsonia           | Slaven Koprivnica   | 1–1                |  | Građanski Zagabria   | Marsonia             | n.d.                 |
| 1920-21  | Cibalia            | Krajišnik           | n.d.               |  | HAŠK Zagabria        | Cibalia              | 16–0                 |
| 1921-22  | Slavija Osijek     | Krajišnik           | 2–0                |  | HAŠK Zagabria        | Slavija Osijek       | 5–0                  |
| 1922-23  | VŠK Varaždin       | Orijent             | 1–0                |  | Građanski Zagabria   | VŠK Varaždin         | 4–0                  |
| 1923-24  | Marsonia           | ČSK Čakovec         | 2–0                |  | Građanski Zagabria   | Marsonia             | n.d.                 |
| 1924-25  | ČSK Čakovec        | Marsonia            | 2–1                |  | Građanski Zagabria   | ČSK Čakovec          | 10–1                 |
| 1925-26  | BGŠK Bjelovar      | Marsonia            | 7–6                |  | Građanski Zagabria   | BGŠK Bjelovar        | 11–0                 |
| 1926-27  | Krajišnik          | BGŠK Bjelovar       | 2–1                |  | HAŠK Zagabria        | Krajišnik            | 11–0                 |
| 1927-28  | Marsonia           | BGŠK Bjelovar       | 2–1                |  | Građanski Zagabria   | Marsonia             | 4–3                  |
| 1928-29  | ČSK Čakovec        | Krajišnik           | 4–1                |  | HAŠK Zagabria        | ČSK Čakovec          | 5–0                  |
| 1929-30  | Marsonia           | Slavija Sisak       | 2–0                |  | HAŠK Zagabria        | Marsonia             | 3–1                  |
| 1930-31  | Segesta            |                     |                    |  | HAŠK Zagabria        | Segesta              | 4–0                  |
| 1931-32  | Segesta            |                     |                    |  |                      |                      |                      |
| 1932-33  | Segesta            |                     |                    |  | Viktorija Zagabria   | Segesta              | 7–3 ; 4–1            |
| 1933-34  | Slavija Varaždin   |                     |                    |  | Slavija Varaždin     | Željezničar Zagabria | 3–1 ; 1–0            |
| 1934-35  | Slavija Varaždin   | Slavija Sisak       | 2–0 ; 3–2          |  | Slavija Varaždin     | Šparta Zagabria      | 2–2 ; 7–2            |
| 1935-36  |                    |                     |                    |  |                      |                      |                      |
| 1936-37  |                    |                     |                    |  |                      |                      |                      |
| 1937-38  |                    |                     |                    |  |                      |                      |                      |
| 1938-39  | BGŠK Bjelovar      | Jela Sušak          | 1–4 ; 8–1          |  |                      |                      |                      |
| 1939-40  |                    |                     |                    |  |                      |                      |                      |
| 1940-41  | Viktorija Sisak    | Frankopan Kustošija | 4–0                |  |                      |                      |                      |

## Struttura
Qui la struttura piramidale dei campionati cittadini zagabresi. I dati sono incompleti fino al 1926, dalla stagione 1926-27 sono riportati dal sito nel Maksimir.
| Stagione | 1º livello                                                      | 2º livello                       | 3º livello                  | 4º livello              | 5º livello             | 6º livello             | 7º livello            |
| -------- | --------------------------------------------------------------- | -------------------------------- | --------------------------- | ----------------------- | ---------------------- | ---------------------- | --------------------- |
| 1918-19  | 1. razred (5 squadre)                                           | 2. razred (3 squadre)            |                             |                         |                        |                        |                       |
| 1919     | 1. razred (7 squadre)                                           | 2. razred (9 squadre)            |                             |                         |                        |                        |                       |
| 1920     | 1. razred (7 squadre)                                           | 2/A razred (8 squadre)           | 2/B razred (5 squadre)      |                         |                        |                        |                       |
| 1920-21  | 1. razred (8 squadre)                                           | 2/A razred (7 squadre)           |                             |                         |                        |                        |                       |
| 1921-22  | 1. razred (8 squadre)                                           |                                  |                             |                         |                        |                        |                       |
| 1922-23  | 1/A razred (5 squadre) Državno prvenstvo (6 squadre)            |                                  |                             |                         |                        |                        |                       |
| 1923-24  | 1/A razred (5 squadre) Državno prvenstvo (7 squadre)            |                                  |                             |                         |                        |                        |                       |
| 1924-25  | 1/A razred (5 squadre) Državno prvenstvo (7 squadre)            |                                  |                             |                         |                        |                        |                       |
| 1925-26  | 1/A razred (6 squadre) Državno prvenstvo (7 squadre)            |                                  |                             |                         |                        |                        |                       |
| 1926-27  | 1/A razred (6 squadre) Državno prvenstvo (6 squadre)            | 1/B razred (6 squadre)           | 2/A razred (6 squadre)      | 2/B razred (7 squadre)  | 3. razred (6 squadre)  |                        |                       |
| 1927-28  | 1/A razred (7 squadre) Državno prvenstvo (6 squadre)            | 1/B razred (7 squadre)           | 2/A razred (7 squadre)      | 2/B razred (7 squadre)  | 3/A razred (5 squadre) | 3/B razred (4 squadre) |                       |
| 1928-29  | 1. razred (8 squadre) Državno prvenstvo (5 squadre)             | 2. razred (10 squadre)           | 3. razred (10 squadre)      | 4. razred (10 squadre)  |                        |                        |                       |
| 1929-30  | 1. razred (8 squadre) Državno prvenstvo (6 squadre)             | 2. razred (10 squadre)           | 3. razred (10 squadre)      | 4. razred (8 squadre)   |                        |                        |                       |
| 1930-31  | 1. razred (8 squadre) Državno prvenstvo (6 squadre)             | 2. razred (10 squadre)           | 3. razred (10 squadre)      | 4. razred (10 squadre)  |                        |                        |                       |
| 1931-32  | 1/A razred (6 squadre) Državno prvenstvo (8 squadre)            | 1/B razred (5 squadre)           | 2. razred (10 squadre)      | 3. razred (10 squadre)  | 4. razred (6 squadre)  |                        |                       |
| 1932-33  | 1/A razred (6 squadre) Državno prvenstvo (11 squadre)           | 1/B razred (10 squadre)          | 2. razred (10 squadre)      | 3. razred (10 squadre)  |                        |                        |                       |
| 1933-34  | Državno prvenstvo (10 squadre)                                  | 1/A razred (8 squadre)           | 1/B razred (8 squadre)      | 2. razred (8 squadre)   | 3. razred (9 squadre)  |                        |                       |
| 1934-35  | Državno prvenstvo (10 squadre)                                  | 1/A razred (8 squadre)           | 1/B razred (8 squadre)      | 2. razred (8 squadre)   | 3. razred (9 squadre)  |                        |                       |
| 1935-36  | 1. podsavezni razred (6 squadre) Državno prvenstvo (14 squadre) | 1/A razred (6 squadre)           | 1/B razred (8 squadre)      | 2. razred (8 squadre)   | 3. razred (8 squadre)  | 4. razred (6 squadre)  |                       |
| 1936-37  | Državno prvenstvo (10 squadre)                                  | 1. podsavezni razred (6 squadre) | 1/A razred (9 squadre)      | 1/B razred (9 squadre)  | 2. razred (10 squadre) | 3. razred (5 squadre)  | 4. razred (6 squadre) |
| 1937-38  | Državno prvenstvo (10 squadre)                                  | Podsavezni razred (6 squadre)    | 1/A razred (9 squadre)      | 1/B razred (9 squadre)  | 2. razred (10 squadre) | 3. razred (5 squadre)  |                       |
| 1938-39  | Državno prvenstvo (10 squadre)                                  | Podsavezni razred (8 squadre)    | 1/A razred (10 squadre)     | 1/B razred (10 squadre) | 2. razred (10 squadre) |                        |                       |
| 1939-40  | HR-SLO liga (10 squadre)                                        | 1. podsavezni razred (8 squadre) | 1/A razred (10 squadre)     | 1/B razred (10 squadre) | 2. razred (7 squadre)  | 3. razred (7 squadre)  |                       |
| 1940-41  | Hrvatska liga (10 squadre)                                      | 1. razred (10 squadre)           | 2. razred (10 squadre)      | 3. razred (10 squadre)  | 4. razred (10 squadre) |                        |                       |
| 1941-42  | Prvenstvo NDH (15 squadre)                                      | 1. razred (10 squadre)           | 2. razred (11 squadre)      |                         |                        |                        |                       |
| 1942-43  | Skupina Zvonimir (8 squadre) Prvenstvo NDH (14 squadre)         | Skupina Tomislav (8 squadre)     | Skupina Zrinski (9 squadre) |                         |                        |                        |                       |
| 1943-44  | Skupina Zvonimir (8 squadre) Prvenstvo NDH (? squadre)          | Skupina Tomislav (8 squadre)     | Skupina Zrinski (7 squadre) |                         |                        |                        |                       |

## Coppa
Sono state disputate 9 edizioni della Kup Zagrebačkog nogometnog podsaveza (coppa della sottofederazione di Zagabria): 6 ne ha vinte il Građanski e 3 lo HAŠK.